# Meurtres d'Alcàsser
 (mars 2016).
Si vous disposez d'ouvrages ou d'articles de référence ou si vous connaissez des sites web de qualité traitant du thème abordé ici, merci de compléter l'article en donnant les références utiles à sa vérifiabilité et en les liant à la section « Notes et références ».
L'affaire des meurtres d'Alcasser est une affaire criminelle espagnole. Le 13 novembre 1992, trois jeunes filles de 14 et 15 ans ont disparu puis ont été retrouvées mortes en janvier 1993 dans le ravin de La Romana, près des villages de Catadau et de Tous, dans la province de Valence.

## Disparition
Miriam García Iborra, Antonia Gómez Rodríguez et Desirée Hernández Folch, ensuite surnommées « les petites d'Alcasser » (en espagnol Las niñas de Alcàsser), étaient des jeunes filles d'Alcàsser, une petite ville près de Valence, qui ont été enlevées, violées, sauvagement torturées et assassinées alors qu'elles faisaient de l'auto-stop près d'une station-service pour aller à une discothèque dans la ville voisine de Picassent le vendredi 13 novembre 1992. Ce crime est largement considéré comme l'un des plus sinistres de l'histoire contemporaine de l'Espagne en raison de sa violence extrême et des détails effrayants des autopsies. Il a suscité dans le pays une vague d'indignation dès le moment de leur disparition, car les photos de leurs visages ont bénéficié d'une très importante couverture médiatique. Des affiches ont été publiées dans toutes les langues à travers l'Espagne et même à l'étranger. L'incertitude initiale sur leur disparition et la peur croissante sur les risques auxquels sont confrontées les jeunes Espagnoles ont ajouté au sentiment d'insécurité et de panique.
Le cas a aussi été très polémique en raison d'une enquête très critiquée, remplie d'erreurs et de lacunes. Les autopsies ont révélé l'existence de sept poils avec sept ADN distincts n'appartenant ni aux jeunes filles ni à leurs deux meurtriers présumés, les hommes conduisant la voiture qui les a prises en auto-stop. Des deux meurtriers présumés, seul Miguel Ricart Tárrega a été emprisonné, tandis qu'Antonio Anglés Martins fait toujours partie des criminels les plus recherchés d'Interpol. De nombreux observateurs affirment que la version officielle est destinée à dissimuler la vérité sur l'assassinat, et plusieurs théories ont été proposées sur son motif principal, des rituels sataniques à un snuff film, et même un crime impliquant les cercles politiques les plus élevés du pays.

## Reconstitution du crime
Miriam, Antonia et Desirée ont disparu le 13 novembre 1992 alors qu'elles se rendaient à une fête de lycée qui allait se tenir au Coolor, une discothèque populaire située juste à côté de Picassent. Le jour de leur disparition, elles avaient auparavant rendu visite à une amie malade qui a refusé de se joindre à elles. Miriam a demandé à son père Fernando García de les conduire à la discothèque Coolor, mais il n'a pas pu le faire car il souffrait de la grippe. Les filles ont donc essayé de se rendre à la discothèque en auto-stop, comme elles l'avaient déjà fait l'été précédent, et comme beaucoup de jeunes le faisaient à l'époque. Un jeune couple d'Alcàsser les a emmenées à une station-service près de Picassent. Ensuite, elles sont montées dans une autre voiture (probablement une Opel Corsa blanche, occupée par Antonio Anglés et Miguel Ricart). Une femme les a vu monter dans le véhicule, mais comme il faisait déjà sombre, elle n'a pas pu voir les portes arrière de la voiture. À partir de ce moment-là, toute trace des filles a été perdue, et pendant 75 jours des affiches ont été publiées dans toutes les langues à travers l'Espagne et même à l'étranger.
Selon les déclarations de Miguel Ricart (la seule personne impliquée à ce jour), lorsqu'ils sont arrivés à la discothèque Coolor, Antonio Angles lui a dit de continuer tout droit. Les filles ont commencé à crier. Antonio Angles les a frappé avec la crosse d'un revolver modèle BM, qui a brisé certaines de leurs dents. Ils se sont dirigés vers une maison en ruine à proximité du ravin de La Romana, dans une zone très isolée et montagneuse proche de la digue de Tous. Ils ont attaché les filles, violé deux d'entre elles, vaginalement et analement, parfois en utilisant des objets comme des bâtons. Puis ils sont allés à Catadau à la recherche d'un peu de nourriture et sont revenus deux heures plus tard, violant la troisième fille. Après toutes sortes d'atrocités et humiliations qui ont laissées les filles avec diverses blessures et contusions, les assaillants ont dormi jusqu'au matin, ignorant les cris et les hurlements des jeunes filles grièvement blessées. Quand ils se sont réveillés, ils les ont forcé à marcher dans une fosse qu'ils avaient creusé, et les ont battu à nouveau. Là, ils ont continué à les torturer. Selon l'autopsie, Desirée a subi une amputation traumatique du mamelon droit et de l'aréole avec un objet pointu, probablement un couteau ou peut-être une pince, et a ensuite été poignardée deux fois dans le dos. Les autres filles ont crié tout en se faisant battre avec des bâtons et des pierres, presque jusqu'à les tuer. Elles ont finalement été abattues par arme à feu d’une balle dans la tête et enterrées. Le cadavre de Miriam présentait des blessures vaginales causées par un objet muni d'arêtes vives, peut-être post-mortem. Les tueurs ont ramassé leurs affaires et nettoyé leur voiture.

## Les jours suivants
À partir de ce moment-là, une recherche intensive a été menée pour tenter de retrouver les jeunes filles. Leurs corps ont été retrouvés par deux apiculteurs le 27 janvier 1993, 75 jours après leur disparition, dans un fossé situé près du ravin de La Romana. Les fortes pluies des jours précédents avaient ramolli la terre et les cadavres sont apparus hors de leur tombe improvisée. Il a été rapidement confirmé qu'elles avaient été assassinées, après avoir subi des tortures inimaginables. La garde civile espagnole a trouvé ensuite sur la scène du crime l'un des gants de Ricart, une note de dossier médical du service public de la sécurité sociale au nom de Enrique Angles Martins (frère d'Antonio Angles) et une douille de balle. Des chaînes de télévision se sont précipitées à Alcàsser pour diffuser en direct la douleur des familles et l'émoi suscité par cette affaire dans la ville. Antonio Angles n'était pas chez lui quand la garde civile est venue chercher son frère Enrique. Il a échappé aux recherches et a failli être capturé à Vilamarxant. La dernière trace de lui en Espagne est près de Minglanilla, dans la province de Cuenca, où il est resté quelques jours. Il est ensuite allé à Lisbonne, et est parti à bord du navire porte-conteneurs City of Plymouth. Il aurait sauté par-dessus bord au large des côtes de l'Irlande, et est supposé mort, soit sur le coup, soit par noyade ou de froid.
Le procès controversé des deux suspects arrêtés a été diffusé et suivi par une importante audience, montrant notamment d'affreuses images des cadavres des trois jeunes filles. La diffusion était précédée d'avertissements aux téléspectateurs.

## Documentaire télévisé
- Les Meurtres d'Alcàsser : série documentaire en cinq épisodes proposée par la plateforme Netflix depuis le 14 juin 2019[3].

## Articles de presse
- (es) ¡Antonia, Desirée, Miriam!, El País, 7 décembre 1992.
- (es) Hallados los cadáveres de las tres niñas desaparecidas de Alcàsser con indicios de haber sido asesinadas, El País, 28 janvier 1993.